# Platynocera murina
Platynocera murina is een keversoort uit de familie bladkevers (Chrysomelidae). De wetenschappelijke naam van de soort werd in 1846 gepubliceerd door Charles Émile Blanchard.